# Gwiazdosz brodawkowy

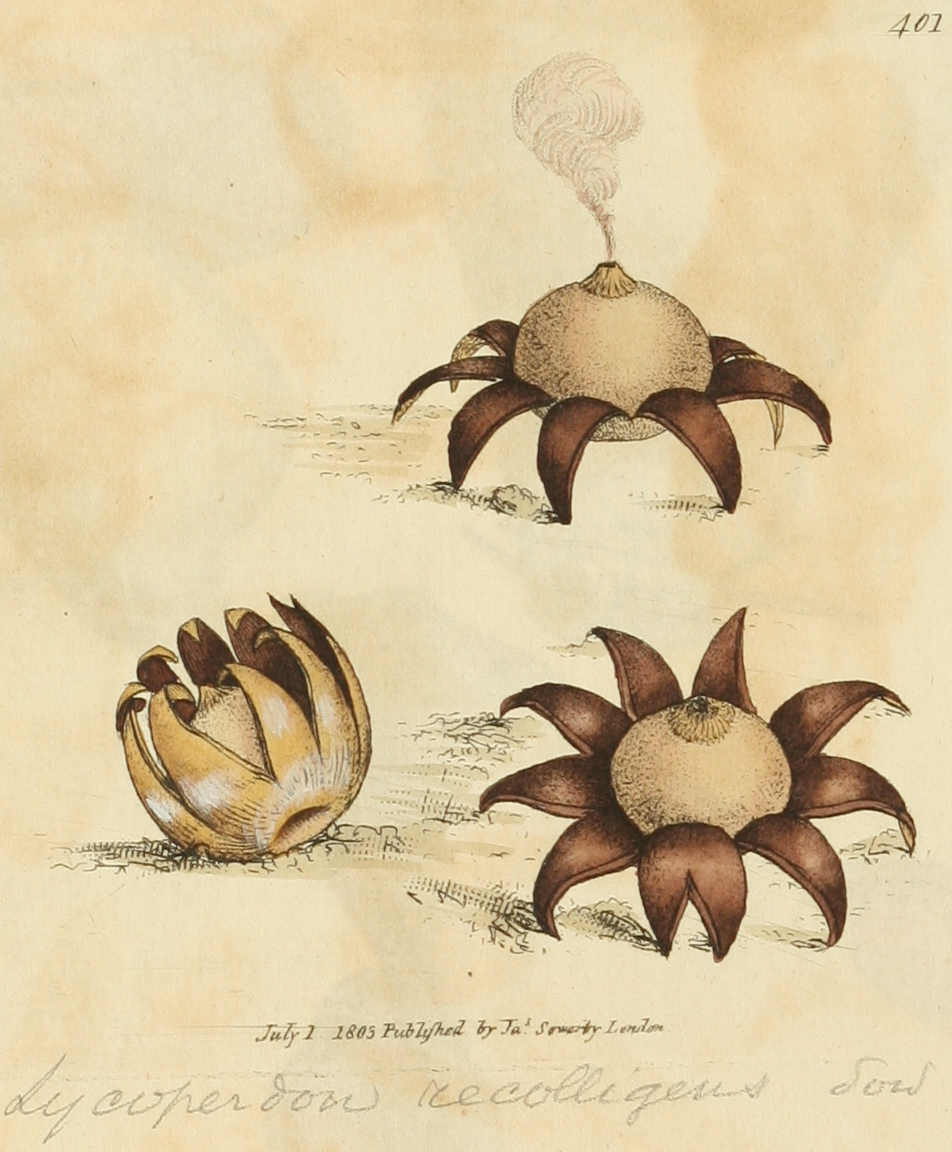

Gwiazdosz brodawkowy (Geastrum corollinum  (Batsch) Hollós) – gatunek grzybów z rodziny gwiazdoszowatych.

## Systematyka i nazewnictwo
Pozycja w klasyfikacji według Index Fungorum: Geastrum, Geastraceae, Geastrales, Phallomycetidae, Agaricomycetes, Agaricomycotina, Basidiomycota, Fungi.
Po raz pierwszy takson ten zdiagnozował w 1783 r. August Johann Batsch, nadając mu nazwę Lycoperdon corollinum. Obecną, uznaną przez Index Fungorum nazwę nadał mu w 1904 r. László Hollós, przenosząc go do rodzaju Geastrum. Synonimy naukowe:
- Geastrum mammosum Chevall. 1826
- Geastrum recolligens (With.) Desv. 1809
- Lycoperdon corollinum Batsch 1783
- Lycoperdon recolligens With. 1792

Nazwę polską podał Władysław Wojewoda w 1999 r., dawniej w polskim piśmiennictwie mykologicznym gatunek ten opisywany był jako promieniak wrębiasty i gwiazdosz uwieńczony.

## Morfologia
Owocnik
Młody osobnik kulisty lub gruszkowaty o średnicy do 2 cm, pokryty warstewką grzybni. W trakcie dojrzewania zewnętrzna okrywa pęka na 6–10 wąskich ramion o jasnej, szarej lub orzechowej barwie. Ramiona u tego gatunku są silne higroskopijne. Gwiaździste owocniki osiągają średnicę do 6 cm. Okrywa wewnętrzna kulistawa, początkowo jasna, później szarobrązowa, siedząca. Ujście na szczycie frędzlowate z niezbyt wyraźnym talerzykiem. Jest jednym z nielicznych gwiazdoszy z higroskopijnymi ramionami, które w czasie suchej pogody zwijają się, osłaniając okrywę wewnętrzną.
Zarodniki
Kuliste, brązowe, brodawkowate.
Gatunki podobne
Może być mylony z gwiazdoszem kwiatuszkowatym (Geastrum floriforme), który odznacza się większymi zarodnikami, lub z promieniakiem wilgociomierzem, który jest znacznie większy, a ramiona na powierzchni są spękane w charakterystyczne poletka.

## Występowanie i siedlisko
W opracowaniu Czerwona lista roślin i grzybów Polski jest zaliczony do kategorii gatunków wymierających (E). Jego przetrwanie jest mało prawdopodobne, jeśli nadal będą istnieć czynniki zagrażające. Od 2014 r. w Polsce jest objęty ochroną częściową grzybów, dawniej podlegał ochronie ścisłej.
Rośnie w ciepłych zaroślach, często z grochodrzewem, w murawach kserotermicznych, na stanowiskach ruderalnych, od lipca do sierpnia.